# Thorsten Schramm
Thorsten Schramm (* 19. Februar 1979) ist ein ehemaliger deutscher Fußballspieler.

## Spielerkarriere

### Vereine
Schramm bestritt in der Saison 1998/99 zehn Spiele für den MSV Duisburg in der Bundesliga. Bevor er am 31. Oktober 1998 (10. Spieltag) beim 1:1 im Auswärtsspiel gegen Werder Bremen sein erstes Punktspiel bestritt, gab er sein Pflichtspieldebüt im Wettbewerb um den UI-Cup beim torlosen Remis im letzten Spiel der Gruppe 1 bei Polonia Warschau.
Zur Saison 2000/01 wechselte er zum Zweitligisten Rot-Weiß Oberhausen, für den er bis Saisonende 2001/02 aktiv war.
Von 2002 bis 2007 gehörte er dem FC Remscheid an, für den er eine Saison lang in der Verbandsliga Niederrhein wirkte und danach, Abstieg bedingt, in der Landesliga Niederrhein.

### Nationalmannschaft
Schramm nahm mit der U18-Nationalmannschaft an der vom 19. bis 26. Juli 1998 auf Zypern ausgetragenen Europameisterschaft teil, kam im zweiten und dritten Spiel der Gruppe A zum Einsatz und verlor das über den Gruppensieg erreichte Finale, in dem er ebenfalls eingesetzt wurde, gegen die Auswahl Irlands erst im Elfmeterschießen; in diesem konnte er seinen Schuss vom Punkt verwandeln. 1999 gehörte er dem Kader der U20-Nationalmannschaft an, die bei der Juniorenweltmeisterschaft 1999 in Nigeria nach der Vorrunde aus dem Turnier ausschied; er bestritt alle drei Spiele der Gruppe A.

## Trainerkarriere
Von 2011 bis 2013 war er Trainer der Jugendmannschaft von Hamborn 07, deren Co-Trainer er anschließend von 2013 bis 2015 an der Seite von Thomas Geist und in der Folge von Joachim Hopp war.
2015 wurde Schramm Trainer des Kreisligisten SuS 09 Dinslaken, den er 2018 zum Aufstieg in die Bezirksliga führte. Im Oktober 2019 trat er von dem Posten wieder zurück.